# پل‌زدن (شبکه‌بندی)

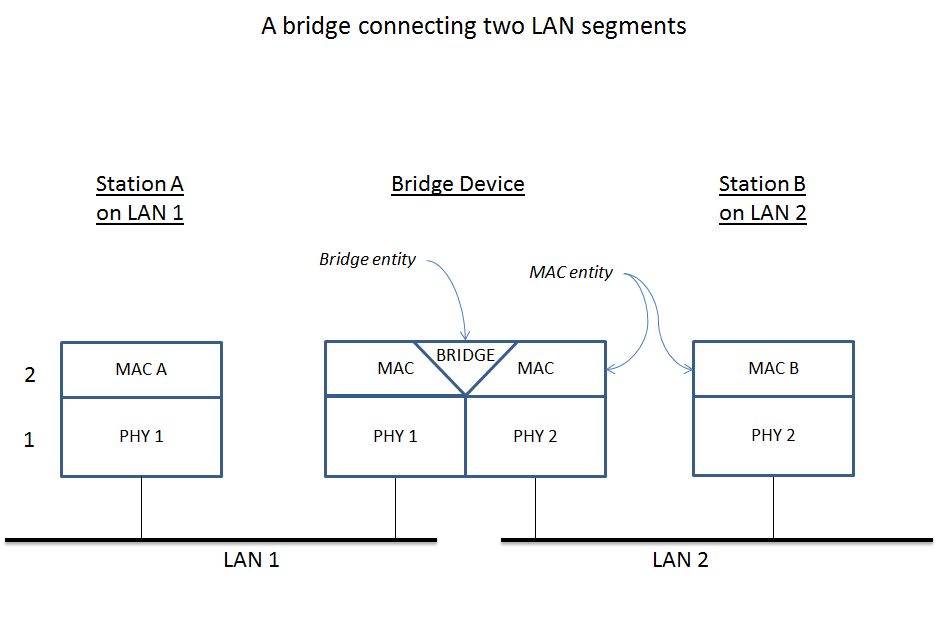
بررسی اجمالی سطح بالای پُل، با استفاده از لایه‌های ISO / OSI و اصطلاحات فنی

یک پُل شبکه یک افزاره شبکه‌سازی رایانه‌ای است که یک شبکه متراکم واحد از شبکه‌های ارتباطی یا بخش‌های شبکه متعدد ایجاد می‌کند. به این عملکرد، پُل‌زدن شبکه گفته می‌شود. پُل‌زدن از مسیریابی متمایز است. مسیریابی به چندین شبکه اجازه می‌دهد تا به‌طور مستقل با هم ارتباط برقرار کرده و با این حال جدا از هم بمانند، در حالی که پُل دو شبکه جداگانه را به عنوان یک شبکه واحد به هم وصل می‌کند. در مدل اتصال متقابل سامانه‌های باز، پُل‌زدن در لایه پیوند داده (لایه ۲) انجام می‌شود. اگر یک یا چند بخش از شبکه پُل شده بی‌سیم باشد، دستگاه به عنوان یک پُل بی‌سیم شناخته می‌شود.
انواع اصلی فناوری‌های پُل‌زدن شبکه عبارتند از: پُل ساده، پُل چند درگاهه و پُل یادگیری یا شفاف.

## پُل شفاف
پُل شفاف از جدولی به نام پایگاه اطلاعات هدایت برای کنترل هدایت فریم‌ها بین بخش‌های شبکه استفاده می‌کند. جدول در ابتدا خالی است و با دریافت فریم‌ها توسط پُل، ورودی‌ها اضافه می‌شوند. اگر آدرس مقصد در جدول یافت نشود، فریم به تمام درگاه‌های دیگر پُل اسال می‌شود، و فریم را به همه بخش‌ها ارسال می‌شود، به غیر از بخشی که از آن دریافت شده‌است. با استفاده از این فریم‌های ارسال شده، میزبان در شبکه مقصد پاسخ می‌دهد و یک ورودی در سیستم پایگاه داده هدایت، ساخته می‌شود. در این فرایند از هر دو آدرس مبدأ و مقصد استفاده می‌شود: آدرس‌های مبدأ در جدول ثبت می‌شوند، در حالی که آدرس‌های مقصد در جدول جستجو می‌شوند و برای ارسال فریم به بخش مناسب متصل می‌شوند. شرکت تجهیزات دیجیتال در ابتدا این فناوری را در دهه ۱۹۸۰ توسعه داد.
در زمینه پُل دو درگاهه، می‌توان از پایگاه اطلاعات هدایت به عنوان یک بانک داده فیلتر کننده استفاده کرد. یک پُل آدرس مقصد یک قاب را می‌خواند و تصمیم می‌گیرد که هدایت یا فیلتر شود. اگر پُل مشخص کند میزبان مقصد در بخش دیگری از شبکه قرار دارد، قاب را به آن بخش هدایت می‌کند. اگر آدرس مقصد متعلق به همان بخش منبع باشد، پُل فریم را فیلتر می‌کند و از رسیدن آن به شبکه دیگر که نیازی به آن نیست جلوگیری می‌کند.
پُل‌زدن شفاف همچنین می‌تواند بر روی دستگاه‌هایی با بیش از دو درگاه کار کند. به عنوان مثال، یک پُل متصل به سه میزبان «الف»، «ب» و «پ» را در نظر بگیرید. این پُل دارای سه درگاه است. «الف» به درگاه ۱ پُل، «ب» به درگاه ۲ پُل و «پ» به درگاه ۳ وصل شده‌اند.
«الف» یک فریم به آدرس «ب» به پُل ارسال می‌کند. پُل آدرس مبدأ فریم را بررسی کرده و یک ورودی آدرس و شماره درگاه برای «الف» در جدول هدایت خود ایجاد می‌کند. پُل آدرس مقصد فریم را بررسی کرده و آن را در جدول هدایت خود نمی‌یابد، بنابراین آن را به تمام درگاه‌های دیگر(۲ و ۳) ارسال می‌کند. فریم توسط «ب» و «پ» دریافت می‌شود. «پ» آدرس مقصد را بررسی کرده و فریم را نادیده می‌گیرد. «ب» آدرس مقصد را تشخیص می‌دهد و پاسخی برای «الف» تولید می‌کند. در مسیر بازگشت، پُل یک ورودی آدرس و شماره درگاه برای «ب» به جدول هدایت خود اضافه می‌کند. پُل آدرس «الف» را در جدول هدایت خود دارد، بنابراین پاسخ را فقط به پورت ۱ ارسال می‌کند. «پ» یا هر میزبان دیگر در درگاه ۳ پاسخ را دریافت نمی‌کنند. حال ارتباط دو طرفه بین «الف» و «ب» بدون هدایت فریم‌ها در کل شبکه امکان‌پذیر است.

## پُل ساده
یک پُل ساده دو بخش شبکه را معمولاً با عملکرد شفاف و تصمیم‌گیری فریم به فریم درمورد اینکه از یک شبکه به شبکه دیگر هدایت شود، وصل می‌کند. معمولاً از تکنیک ذخیره و هدایت به گونه‌ای استفاده می‌شود که به عنوان بخشی از هدایت، تمامیت فریم در شبکه مبدأ تأیید می‌شود و تأخیرهای CSMA/CD در شبکه مقصد جای می‌گیرند. برخلاف تکرار کننده‌ها که حداکثر طول یک بخش را افزایش می‌دهند، پُل‌ها فقط فریم‌هایی را هدایت می‌کنند که نیاز به عبور از پُل دارند. علاوه بر این، پُل‌ها با ایجاد یک دامنه برخورد در دو طرف پُل، برخورد را کاهش می‌دهند.

## پُل چند درگاهه
یک پُل چند درگاهه چندین شبکه را به هم متصل می‌کند و به صورت شفاف عمل می‌کند تا به صورت فریم به فریم تصمیم بگیرد که آیا باید ترافیک را هدایت کند یا خیر. علاوه بر این، یک پُل چند درگاهه باید تصمیم بگیرد که باید ترافیک را به کجا هدایت کند. مانند پُل ساده، یک پُل چند درگاهه به‌طور معمول از عملیات ذخیره و هدایت استفاده می‌کند. عملکرد پُل چند درگاهه پایهٔ سوئیچ‌های شبکه است.

## پیاده‌سازی
پایگاه اطلاعات هدایت ذخیره شده در حافظه قابل آدرس‌دهی با محتوا (CAM) در ابتدا خالی است. برای هر فریم اترنت دریافت شده، سوئیچ از آدرس مَک مبدأ فریم یادمی‌گیرد و آن را به همراه شناسه رابط ورودی به پایگاه اطلاعات هدایت می‌کند. سپس سوئیچ فریم را بر اساس آدرس مَک مقصد فریم به رابط موجود در CAM هدایت می‌کند. اگر آدرس مقصد ناشناخته باشد، سوئیچ فریم را دبه تمام رابط‌ها (به جز رابط ورودی) ارسال می‌کند. این رفتار را سیل یونیکست می‌نامند.